# Baranyaszentgyörgy
Baranyaszentgyörgy (németül: Sendjerga) község Baranya vármegyében, a Hegyháti járásban.

## Fekvése
A vármegye északi részén fekszik, a legközelebbi várostól, Sásdtól 9 kilométerre nyugatra, a megyeszékhely Pécstől 38 kilométerre északnyugatra.
A közvetlenül határos települések: északkelet felől Baranyajenő, délkelet felől Mindszentgodisa, délnyugat felől Tormás, északnyugat felől pedig Gödre; kis híján határos még dél felől Bakócával is.

### Megközelítése
Csak közúton közelíthető meg, Pécs vagy Kaposvár felől a 66-os főúton, amelyről Baranyajenő után ágazik le a faluba vezető, 66 101-es számú bekötőút. Utóbbi a belterület déli szélén húzódik, s onnét még továbbhalad Tormáson át Szágyig.
Vasútvonal nem érinti a környékét, a legközelebbi vasúti csatlakozási lehetőséget a Budapest–Pécs-vasútvonal Sásd vasútállomása kínálja.

## Közélete

### Polgármesterei
- 1990–1994: Szabó Tibor (független)[4]
- 1994–1998: Bódis István (független)[5]
- 1998–2002: Bódis István (független)[6]
- 2002–2006: Bódis István (független)[7]
- 2006–2010: Virág Anett Mária (független)[8]
- 2010–2014: Virág Anett Mária (Fidesz-KDNP)[9]
- 2014–2019: Eizemann János (független)[10]
- 2019–2024: Eizemann János (Fidesz-KDNP)[11]
- 2024– : Eizemann János (Fidesz-KDNP)[1]

## Népesség
A település népességének változása:
| Lakosok száma | 150  | 151  | 154  | 134  | 120  | 116  | 114  | 110  |
|               | 2013 | 2014 | 2015 | 2019 | 2021 | 2022 | 2023 | 2024 |

A 2011-es népszámlálás során a lakosok 84%-a magyarnak, 10,4% cigánynak, 2,8% németnek, 0,7% szerbnek mondta magát (14,6% nem nyilatkozott; a kettős identitások miatt a végösszeg nagyobb lehet 100%-nál). A vallási megoszlás a következő volt: római katolikus 59%, református 4,9%, evangélikus 1,4%, görögkatolikus 1,4%, felekezeten kívüli 8,3% (24,3% nem nyilatkozott).
2022-ben a lakosság 86,2%-a vallotta magát magyarnak, 43,1% németnek, 2,6% cigánynak, 8,6% egyéb, nem hazai nemzetiségűnek (6,9% nem nyilatkozott; a kettős identitások miatt a végösszeg nagyobb lehet 100%-nál). Vallásuk szerint 31% volt római katolikus, 2,6% református, 2,6% evangélikus, 0,9% görög katolikus, 12,1% felekezeten kívüli (50,9% nem válaszolt).